# 济尼基夫

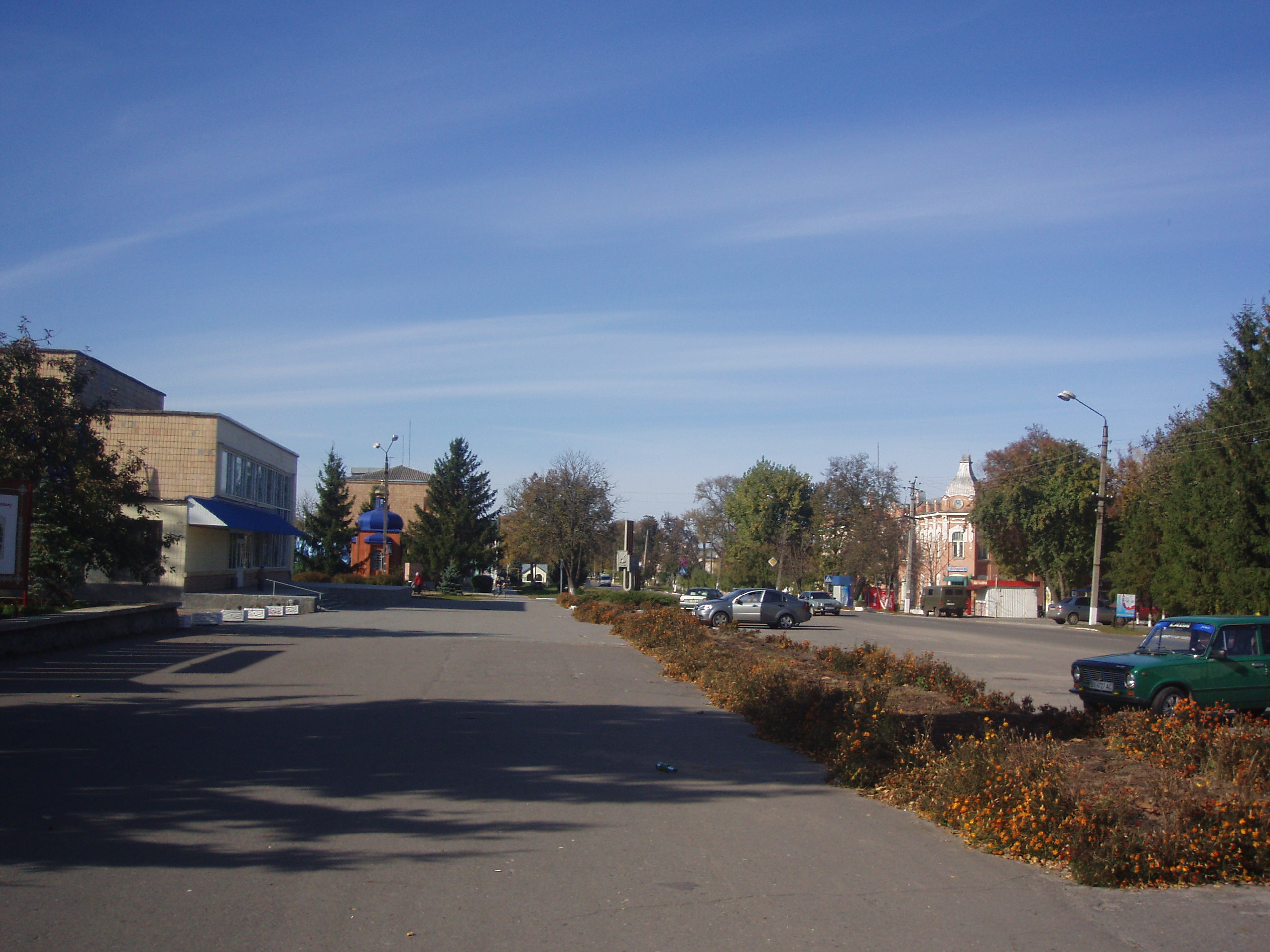
市中心街道

济尼基夫（羅馬化：Zinkiv），又按俄语名译为泽尼科夫，是烏克蘭東北部波尔塔瓦州波爾塔瓦區济尼基夫市镇内的城市及其行政中心。距離州府波爾塔瓦71公里，始建於1604年，海拔高度121米，面積11平方公里，2022年人口9,168。

## 備注
1. ↑  俄语：，羅馬化：Zen'kov